# もう一度 (小坂明子の曲)
「もう一度」（もういちど）は、小坂明子の2枚目のシングル。1974年5月25日発売。発売元はワーナー・パイオニア。規格品番:L-1185。

## 解説
『あなた』の“その後”が唄われている。愛する「あなた」は星になって見守っていてくれているという内容である。
ジャケット写真の撮影は佐野猛男。歌詞カードには詩と共にメロディー譜が印刷されている。

## 収録曲
1. もう一度（4分58秒）
作詞・作曲：小坂明子　編曲：萩田光雄
2. ふたりだけの世界（3分23秒）
作詞・作曲：小坂明子　編曲：福井峻